# 唐治平
唐治平（1978年6月6日—），曾為台灣男演員、男模特兒，出生於泰國。中國技術學院（今中國科技大學）畢業。曾出演過多部現代劇，曾憑藉《白色巨塔》、《花樣少年少女》、《求婚事務所》，電影《天亮以後不分手》中不俗的表現贏得了無數女性觀眾的追捧，被稱作是台灣演藝界中難得的新生代演技派小生。2021年以大愛電視劇《我家的美好時光》飾演青年時期冷興發角色入圍第56屆金鐘獎「戲劇節目男主角獎」。現改行為泰拳教練。

## 電視劇
| 首播年度 | 頻道                         | 劇名                                | 扮演角色       |
| -------- | ---------------------------- | ----------------------------------- | -------------- |
| 2000年   | 中視                         | 花蝴蝶與野玫瑰                      | 小憲           |
| 2002年   | 八大綜合台                   | 新不了情                            | 王大軍         |
| 2003年   | 台視                         | 名揚四海                            | Polo           |
| 2004年   | 中視                         | 愛情風暴：美麗99                    | 高捷           |
| 2004年   | 中視                         | 尋找Mr.Right                        | 海漢           |
| 2004年   | 台視                         | 瑪法達哈魔世界之高跟鞋之戀          |                |
| 2004年   | 台視                         | 求婚事务所                          | 唐冠軍         |
| 2006年   | 八大綜合台、公視             | 東方茱麗葉                          | 艾利歐         |
| 2006年   | 中視                         | 白色巨塔                            | 陳寬           |
| 2006年   | 華視、八大綜合台、迪士尼頻道 | 花樣少年少女                        | 梅田老師       |
| 2008年   | 華視                         | 假面天使 又稱《孽海情天》           | 劉旭陽         |
| 2008年   | 中視                         | 我的光頭歲月 又稱《男花匠與女經理》 | 簡波           |
| 2009年   | 大愛電視台                   | 真情伴星月                          | 胡光中         |
| 2012年   | 中國大陸                     | 厨窗外的天空                        | 林思远         |
| 2014年   | 中國大陸                     | 幸福的錯覺                          | 唐明朗         |
| 2014年   | 中國大陸                     | 約會專家                            | 周經緯         |
| 2014年   | 民視                         | 廉政英雄第二十八單元：我本無罪      | 程豐龍         |
| 2014年   | 中國大陸網絡劇               | 不可思議的夏天第六集：人生教科書    | 劉光龍         |
| 2014年   | 中國大陸網絡劇               | 約會專家                            | 周經緯         |
| 2015年   | 三立台灣台                   | 世間情                              | 劉麥克         |
| 2016年   | 三立台灣台                   | 甘味人生                            | 高克強         |
| 2017年   | 大愛電視台                   | 稻香家味                            | 林德村         |
| 2017年   | 三立都會台                   | 只為你停留                          | 李富錦         |
| 2017年   | 民視                         | 外鄉女《第二單元：愛人的選擇》      | 吳昌漢         |
| 2018年   | 大愛電視台                   | 有你陪伴                            | 嚴一輝         |
| 2020年   | 大愛電視台                   | 我家的美好時光                      | 冷興發（青年） |
| 2020年   | 公視                         | 返校                                | 方道勤         |
| 2022年   | HBO                          | 良辰吉時                            | 唐治平         |
| 2022年   | 三立台灣台                   | 一家團圓                            | 柯家豪         |
| 2022年   | LiTV 線上影視                | 姊妹們，上                          | 羅儀平         |
| 2025年   | 大愛電視台                   | 院長爸爸                            | 王禎麒         |

## 電影
| 年度   | 片名                         | 角色         |
| ------ | ---------------------------- | ------------ |
| 2006年 | 《天亮以後不分手》           | 阿奇         |
| 2007年 | 《女人香》                   | 高欽政       |
| 2011年 | 《轉山》                     | 志平         |
| 2011年 | 《滬上風雲》                 | 何強         |
| 2012年 | 《四大名捕》                 | 捕頭         |
| 2013年 | 《四大名捕II》               | 捕頭         |
| 2016年 | 《心靈時鐘》                 | 王爺爺的兒子 |
| 2017年 | 《第七隻眼之食獄》(網絡電影) | 凌楓         |
| 2017年 | 《強尼·凱克》                | 徐子淇男友   |

## 動畫電影配音
- 2000《大雄的太陽王傳說》 飾 迪奧

## MV
- 2001年《完美小姐》徐懷鈺
- 2002年《愛不持久》小S

## 出版作品

### 著作
- 2002年 日光男孩唐治平(附CD) ，作者： 唐治平，出版社：水晶 ，出版日期：2002年5月31日，ISBN 9789574677863。
- 2005年 『唐治平裸擁』寫真集（附光碟），作者：陳文彬，出版社：齊石傳播有限公司，出版日期：2005年5月1日，ISBN 9789868127401。

## 獎項紀錄

### 電視金鐘獎
| 年 份  | 頒獎典禮     | 獎項             | 影片               | 角色           | 結果 |
| ------ | ------------ | ---------------- | ------------------ | -------------- | ---- |
| 2021年 | 第56屆金鐘獎 | 戲劇節目男主角獎 | 《我家的美好時光》 | 冷興發（青年） | 提名 |

## 爭議
2024年6月3日下午，藝人唐治平母親自家住宅頂樓發現一具老婦屍體，疑為唐治平的七十三歲姓陳母親，死亡兩天以上，初步检查为自尽身亡。唐治平堅称該名女屍不是自己母親，2周后警方發布遺體認領公告。事隔45天，媒体称唐治平終願認屍，而他本人疑患「解離性失憶症」

## 外部連結
- 唐治平在互联网电影资料库（IMDb）上的資料（英文）
- 唐治平在香港影庫上的簡介
- 唐治平在豆瓣上的资料（简体中文）
- 華文影史庫 唐治平 簡介 （页面存档备份，存于）